# Катанья
Енріке Гведес да Сілва (порт. Henrique Guedes da Silva), відомий як Катанья (порт. Catanha, нар. 6 березня 1972, Ресіфі) — бразильський, а згодом іспанський футболіст, що грав на позиції нападника, зокрема за «Малагу» та «Сельта Віго», а також за національну збірну Іспанії.

## Клубна кар'єра
У дорослому футболі дебютував 1991 року виступами за команду «Сан-Крістован», в якій провів два сезони, після чого перейшов до команди «ССА Масейо», у складі якої 1994 року вигравав Лігу Алагоано. 
1995 року перебрався до Європи, ставши гравцем португальського «Белененсеша», у складі якого відзначився непересічною результативністю, забивши 12 голів у 13 іграх.
1996 року забивного нападника до своїх лав запросила друголігова іспанська «Саламанка». Наступного року він став гравцем іншого представника Сегунди, «Леганеса», а ще за рік перейшов до «Малаги». В сезоні 1998/99 він відзначився 26-ма голами у 40 іграх, розділивши титул найкращого бомбардира турніру та допомігши команді підвищитися в класі. Це дозволило нападнику дебютувати в елітній іспанській Ла-Лізі в сезоні 1999/2000. У найвищому дивізіоні країни він також не загубився і забив 24 голи у 33 іграх, ставши другим найкращим бомбардиром сезону.
Влітку 2000 року новим клубом Катаньї став амбітніший «Сельта Віго», де він провів наступні чотири сезони своєї ігрової кар'єри, утім не демонструючи такої визначної результативності.
2004 року віддавався в оренду до російської команди «Крила Рад» (Самара), а згодом на нетривалий час повернувся до португальського «Белененсеша».
2005 року грав на батьківщині за «Марілію» та «Атлетіко Мінейру», після чого повертався до Іспанії і грав за нижчолігові  «Лінарес», «Уніон Естепона» та «Корінтіанс Алагоано».
Професійну кар'єру завершував на початку 2010-х у складі бразильських «ССА Масейо» та «Спорт Аталая», після чого грав за тамтешні аматорські команди.

## Виступи за збірну
Виступаючи в Іспанії, отримав громадянство цієї країни і 2000 року провів три офіційні гри у складі національної збірної Іспанії.
| Дата       | Місто   | Господарі | Результат | Гості      | Турнір            | Голи | Примітки |
| ---------- | ------- | --------- | --------- | ---------- | ----------------- | ---- | -------- |
| 7-10-2000  | Мадрид  | Іспанія   | 2 – 0     | Ізраїль    | Відбір до ЧС 2002 | -    | 71'      |
| 11-10-2000 | Відень  | Австрія   | 1 – 1     | Іспанія    | Відбір до ЧС 2002 | -    | 59'      |
| 15-11-2000 | Севілья | Іспанія   | 1 – 2     | Нідерланди | товариський матч  | -    | 46' 73'  |
| Усього     |         | Матчів    | 3         |            | Голів             | 0    |          |

## Титули і досягнення
- Переможець Ліги Алагоано (1):

«ССА Масейо»: 1994